# Big Brother (Magyarország)
Ha magáról, a formátumról szeretnél többet tudni, lásd: Big Brother
A Big Brother (magyarul: Nagy Testvér) egy licencszerződésen alapuló valóságshow volt, melyet Magyarországon a TV2 sugárzott. A műsor magyar verziója követte az eredeti holland valóságshowban alkalmazott szabályrendszert. Az első két évad műsorvezetői Liptai Claudia és Till Attila voltak.
2014-ben a TV2-csoport úgy döntött hogy elindítja a magyarországi Big Brother harmadik évadát a társcsatornán, a Super TV2-n, azonban július 30-án bejelentették, hogy a reklámadó bevezetése miatt a műsor elmarad.
Időközben a formátum opciós jogát a társaság elvesztette, azt a Magyar RTL Televízió Zrt. vette meg és fogja használni Való Világ powered by Big Brother néven 2016-tól.

## A műsor menete

### Az első és második szériára vonatkozólag
A készítők által, a castingokon kiválasztott 12 (első széria); 14 (második széria) játékos az első adásban, a beköltöző show-ban költöztek be a házba. Magyarországon a lakók jelölő show-k és kiszavazó show-k rendszerével jutottak el a fináléig, amelyen eldőlt, ki viheti haza a főnyereményt. A kiszavazás rendszere a következő volt: a lakóknak meg kellett jelölniük két lakótársukat, akiket nem szerettek volna a ház falain belül tudni. Aki a legtöbb szavazatot kapta, jelölt lett. A jelöltek közül a nézőknek kellett eldönteniük, hogy melyik játékos távozzon a házból. Aki a legtöbb SMS-t, illetve telefonhívást kapta, kiesett és nem térhetett vissza a házba.

## Szériák
| Széria        | Kezdet              | Finálé             | Lakók | Győztes                  | Műsorvezető                | Forgatási helyszín | Adó |
| ------------- | ------------------- | ------------------ | ----- | ------------------------ | -------------------------- | ------------------ | --- |
| Big Brother 1 | 2002. szeptember 1. | 2002. december 21. | 12    | Évi (21) (Párkányi Éva)  | Liptai Claudia Till Attila | Kőbányai stúdió    |     |
| Big Brother 2 | 2003. február 2.    | 2003. május 30.    | 14    | Zsófi (22) (Tóth Zsófia) | Liptai Claudia Till Attila | Kőbányai stúdió    |     |

## Big Brother VIP-szériák
Számos országban bemutatták a show VIP verzióját is, amikor civilek helyett az adott ország ismert embereit költöztetik be a házba. A magyar verzió az eredeti műsor első és második évadja között, Big Brother VIP címmel futott. A sztárokkal forgatott műsor 3 egymást követő 5 napos etapokból állt. Az egyes etapokban 8 híresség költözött be a Big Brother Házba. A házlakók a beköltözés percéig nem tudták, kikkel lesznek összezárva. Az első beköltözés napja január 5-e volt. A műsor mindenben követte az eredeti formátum szabályzatát. Egy-két dologban azonban mégis lényegesen különbözött: nem volt egymásra jelölés, és kiszavazás sem. A játék tétje maga a bentlét volt. A nézők egész héten telefonon és SMS-ben szavazhattak „A hét házi tündére” és „A hét házisárkánya” címre. Az első szériában Elizabeth King, Détár Enikő, Bochkor Gábor, Gáspár Győző, Sebeők János, Szentgyörgyi Romeó, Kiszel Tünde és Vujity Tvrtko, a másodikban Zámbó Árpád, Karda Beáta, Giselle, Bíró Ica, Szebeni István, Boros Lajos, Komár László és Soma, a harmadikban pedig Janza Kata, Harsányi Levente, Lui Padre, Növényi Norbert, Zalatnay Sarolta, Ganxsta Zolee, Kapócs Zsóka és Kozso szerepelt.
| Széria            | Kezdet           | Finálé           | Lakók | Győztes            | Műsorvezető                | Forgatási helyszín | Adó |
| ----------------- | ---------------- | ---------------- | ----- | ------------------ | -------------------------- | ------------------ | --- |
| Big Brother VIP 1 | 2003. január 5.  | 2003. január 10. | 8     | Bochkor Gábor (38) | Liptai Claudia Till Attila | Kőbányai stúdió    |     |
| Big Brother VIP 2 | 2003. január 12. | 2003. január 17. | 8     | Boros Lajos (55)   | Liptai Claudia Till Attila | Kőbányai stúdió    |     |
| Big Brother VIP 3 | 2003. január 19. | 2003. január 23. | 8     | Ganxsta Zolee (37) | Liptai Claudia Till Attila | Kőbányai stúdió    |     |

## Készítése
- A Big Brother ház a Kőbányán, a Budapesti Nemzetközi Vásárközpont (Hungexpo) területén 2002 nyarán felépített könnyűszerkezetes épület. A második széria után még sokáig állt. Miután kiderült, hogy a műsor folytatása elmarad, lebontották.
- Az első két széria során a nézők élő internetes közvetítést láthattak a házból.

## A show nézettsége
A műsor első szériája 2002-ben Magyarország legnézettebb valóságshow-ja volt. A Big Brother 1 és a konkurens Való Világ 1 párhuzamosan futott a képernyőn egyazon műsoridőben. A Nagy Testvér „kiütötte” a VV-t a magyar nézettségi lista első öt helyéről. A hatalmas sikerre való tekintettel a TV2 2003-ban elindította a második szériát, a Big Brother 2-t, ám a műsor nem váltotta be a hozzáfűzött reményeket, mivel addigra már a Való Világ 2 megerősödött.
2014-ben, a TV2 Csoport úgy döntött, hogy 11 évvel a Big Brother második szériája után a újraindítja a műsort. A Big Brother 3 a Super TV2-n lett volna látható, viszont július 30-án bejelentették, hogy a reklámadó bevezetése miatt elmarad a műsor.

## A műsor díjai
- Story Ötcsillag-díj (2002) – Az év leg-leg-legje